# فرانسیس لارنس (بازیکن فوتبال)
فرانسیس لارنس (انگلیسی: Francis Laurent؛ زادهٔ ۶ ژانویهٔ ۱۹۸۶) بازیکن فوتبال اهل فرانسه است.
از باشگاه‌هایی که در آن بازی کرده‌است می‌توان به باشگاه فوتبال ساوتند یونایتد، باشگاه فوتبال سوشو، باشگاه فوتبال ماینتس ۰۵، باشگاه فوتبال لینکولن سیتی، و باشگاه فوتبال نورث‌همپتون تاون اشاره کرد.